# Konygino (obwód wołogodzki)
Konygino (ros. Коныгино) – wieś (dieriewnia) w Rosji, w obwodzie wołogodzkim, w rejonie nikolskim. W 2010 liczyła 64 mieszkańców.